# Монторо-Суперьоре
Монторо-Суперьоре (итал. Montoro Superiore) — коммуна в Италии, располагается в регионе Кампания, в провинции Авеллино.
Население составляет 7737 человек, плотность населения составляет 387 чел./км². Занимает площадь 20 км². Почтовый индекс — 83026. Телефонный код — 0825.
Покровителем населённого пункта считается San Nicola da Tolentino.